# Marcela Pánková
Marcela Pánková, rozená Häuslerová (16. ledna 1939 Praha – 1. dubna 1997 Praha), byla česká historička umění a kurátorka specializovaná na výtvarné umění 20. století a soudobou tvorbu. Matka Šimona Pánka a partnerka Jiřího Tichého.

## Život a dílo
V letech 1961–1966 vystudovala dějiny umění, filozofii a psychologii na Filozofické fakultě Univerzity Karlovy (prof. J. Pešina) a obhájila diplomovou práci Architektonická malba v díle Ludvíka Kohla (Mgr.)
Od roku 1960 do roku 1993 byla zaměstnána jako odborná pracovnice Sbírky moderního umění Národní galerie v Praze. Její postavení v Národní galerii se zhoršilo poté, co roku 1977 odmítla podepsat Antichartu a znovu v následujícím roce po uvedení výstavy Konfrontace (MBÚ ČSAV), která byla na zásah ÚV KSČ předčasně ukončena.
V době normalizace a na počátku 90. let působila jako kurátorka výstav v malých neoficiálních a mimopražských galeriích – Mikrobiologický ústav ČSAV v Krči (Konfrontace, 1978), Divadlo v Nerudovce, Ústav makromolekulární chemie na Petřinách, Atrium na Žižkově (Jan Bauch, 1990), Galerie bratří Čapků (L. Přibíková, 1993), Galerie ve věži v Mělníku, Galerie na Bidýlku v Brně (S. Klimeš, 1987), Okresní galerie Jičín, Letohrádek Ostrov (Adéla Matasová, 1988), Art Galerie, Žďár nad Sázavou, Galerie Pallas, Praha (Slavoj Kovařík, 1992, Věra Janoušková: Škvárovky a koláže, 1993, Daisy Mrázková, 1993), Galerie MAG (Věra Janoušková, 1995), MKS Třebíč (Daisy Mrázková, 1995) nebo nezvyklých lokalitách (Ivan Žák: Plastiky, keltské oppidum Závist, 1981).
V Ústředním kulturním domě železničářů na Vinohradech nastoupila jako kurátorka výstav po odchodu Jiřího Kohoutka v prosinci roku 1983 a do roku 1991 zde uvedla 21 výstav, převážně umělců, kteří nesměli vystavovat v galeriích kontrolovaných normalizačním SČVU. V 80. letech připravila několik výstav v Galerii Opatov (Anežka Kovalová, 1985, Josef Hampl, 1986, Daisy Mrázková, 1986).
Přispívala do časopisu Ateliér, kde byla od roku 1991 i členkou redakční rady. Byla předsedkyní 6. ročníku Ceny Jindřicha Chalupeckého. Roku 1995 byla spolu s Milenou Slavickou autorkou publikace Zakázané umění I, která vyšla jako součást periodika Výtvarné umění (1993–1996).
Zásluhou Marcely Pánkové byli po roce 1989 navráceni na českou výtvarnou scénu někteří výtvarníci žijící v emigraci. Výstavu v klatovské galerii U bílého jednorožce provázel sborník Šedá cihla / Exil (1994), který uvedl celkem 66 jmen. Odborné práci při pořizování soupisu exilových umělců i studiu jejich díla se věnovala soustavně od počátku devadesátých let, ale nemoc a předčasná smrt jí nedovolily dílo dokončit. Jaromír Zemina ocenil její rozsáhlé vědomosti o moderním výtvarném umění, pronikavou přemýšlivost i nezávislé názory, jiskrné vyjadřování a vysokou profesionální úroveň jejích textů. 